# Hart van Tsjetsjenië-moskee
De Hart van Tsjetsjenië-moskee, ook wel de Achmat Kadyrov-moskee (Russisch: Мечеть Ахмата Кадырова, Mechet Achmata Kadyrova), is een moskee in Grozny, de hoofdstad van Tsjetsjenië.
De moskee is genoemd naar Achmat Kadyrov, de initiatiefnemer van de moskee en moefti en president van Tsjetsjenië tot hij in 2004 om het leven kwam tijdens een bomaanslag. De moskee werd in 2008 officieel geopend door zijn zoon Ramzan Kadyrov. De opening werd bijgewoond door premier Vladimir Poetin.
Het is de grootste moskee van Rusland en een van de grootste moskees van Europa, en biedt plaats aan 10.000 gelovigen. De gebouwen staan op een terrein van 14 hectare en herbergen ook een islamitisch centrum met een bibliotheek.
De moskee bevindt zich nabij Grozny-City, een complex van vijf wolkenkrabbers.